# Barbus platyrhinus
Barbus platyrhinus är en fiskart som beskrevs av Boulenger, 1900. Barbus platyrhinus ingår i släktet Barbus och familjen karpfiskar. Inga underarter finns listade.